# Nagira Tomokazu
Nagira Tomokazu (sinh ngày 17 tháng 10 năm 1985) là một cầu thủ bóng đá người Nhật Bản.

## Giải vô địch bóng đá U-20 thế giới
Nagira Tomokazu được triệu tập vào đội tuyển U-20 Nhật Bản tham dự Giải vô địch bóng đá U-20 thế giới 2005.